# Herb gminy Zagnańsk
Herb gminy Zagnańsk – symbol gminy Zagnańsk, ustanowiony 31 sierpnia 1995.

## Wygląd i symbolika
Herb przedstawia na tarczy w polu beżowym malowany wizerunek drzewa, nawiązującego do znajdującego się na terenie gminy dębu Bartek.